# 蔡珽
蔡珽（？—1743年），字若璞，漢軍正白旗人。清朝政治人物。雲貴總督蔡毓榮之子。

## 生平
康熙三十六年（1697年）進士。改庶吉士，散館授檢討。歷官翰林院掌院學士兼禮部侍郎，吏部、兵部尚書兼左都御史和正白旗漢軍都統。
任四川巡撫時，年羹堯與李紱、蔡珽不和。雍正元年，年羹尧疏劾四川夔州府知府程如丝贩卖私盐，“凡商家所有之盐尽以半价强买之”，殺害盐商。蔡珽奏称程如丝“为四川第一好官”，程又得以擢升為四川按察使。年羹堯又參劾蔡珽威逼所屬知府蔣興仁致死，迫使其“气愤自杀，事后以病卒”，蔡珽因此被罷官，經審訊後定為斬監候；而年系人馬王景灝得以出任四川巡撫。蔡珽被押到北京後，雍正召見他，蔡珽反上奏年羹堯“貪暴”，雍正认为年羹尧与“蔡珽之奏各相悬殊”，“将此事着石文悼审明”。石文悼极力为程如丝开脱。奏报程如丝“实系冤抑”。後來蔡珽竟任左都御史兼監刑官。
雍正三年十二月（1726年1月）年羹堯以九十二條大罪被賜死，執刑前由左都御史兼監刑官蔡珽監督。臨死前年羹堯以為皇帝會下旨赦免他，可一直都沒有消息，在蔡珽的催促下，年羹堯最後自縊。五年（1727），岳钟琪代替年羹尧任川陕总督时，蔡珽還“言钟琪叵测”，使得岳钟琪不胜惶惑，要辞去川陕总督之職。雍正安慰岳钟琪“此明系蔡珽程如丝等鬼魅之所为”，並对蔡珽不满。雍正發現羹堯幕客汪景祺在《西征纪实》中，記载蔡珽在四川时，獲得夔州府知府程如絲贿賂。雍正下令调查，果然查出蔡珽得程如丝贿银六万六千两，金子九百两，并且谗毁岳鍾琪。雍正四年三月，蔡珽擔任左都御史時，曾推舉黄振國授河南信阳知州，黄振国卻與田文镜不合，后被田文镜斬殺。
雍正四年十二月，浙江道御史谢济世参奏田文镜贪虐不法，雍正察覺蔡珽、李绂、谢济世有结党之嫌。雍正五年（1727年）蔡珽被判斬監候，六年（1728年）二月，管理旗务的多罗郡王德昭上疏，说又查出蔡珽家私藏朱批奏折三件。雍正十三年，高宗即位，被釋放。出狱后，再未任职。乾隆八年卒。著有《守素堂集》。

## 家庭
- 姊蔡琬，闺阁诗人，著有《藴真轩诗抄》，继配嫁镶黄旗汉军、工部户部尚书高其倬。
- 姊蔡佳氏，原配嫁宗室诗人塞爾赫（曾祖贝勒穆尔哈齐）。
- 子蔡永清，苏州府知府。

## 延伸阅读
[在维基数据编辑]
 《清史稿·卷293》，出自趙爾巽《清史稿》